# 福田光輝
福田 光輝（ふくだ こうき、1997年11月16日 - ）は、大阪府大阪市東淀川区出身の元プロ野球選手（内野手）。右投左打。

## 経歴

### プロ入り前
中学時代は東淀川ボーイズに所属し、全国大会で優勝。主将も務めた。
高校は大阪桐蔭高等学校に進学。2学年先輩に森友哉が 、1学年先輩に正隨優弥と香月一也が、同学年には青柳昴樹がいる。1年時に第95回全国高等学校野球選手権大会に出場。2年時には第96回全国高等学校野球選手権大会に出場し、優勝を経験した。2年秋から主将を務め、3年春に第87回選抜高等学校野球大会に出場。準々決勝の鈴木昭汰、宇草孔基擁する常総学院戦では本塁打を放つなど、2安打2得点の活躍でベスト4進出に貢献した。準決勝は平沼翔太擁する敦賀気比と対戦し、0-11で敗れた。3年夏は第97回全国高等学校野球選手権大阪大会準々決勝で、姫野優也擁する大阪偕星に敗れた。
大学は法政大学に進学。2年秋から三塁手のレギュラーに定着すると、4年春からは遊撃手としてプレー。4年からは主将を務め、春は打率.354、秋は打率.333と、好成績を残した。
2019年10月17日に開催されたプロ野球ドラフト会議にて千葉ロッテマリーンズから5位指名を受け、11月14日に契約金4000万円、年俸880万円（金額は推定）で契約合意した。背番号は40。高校の1学年先輩だった香月とはプロで再びチームメイトとなった。

### ロッテ時代

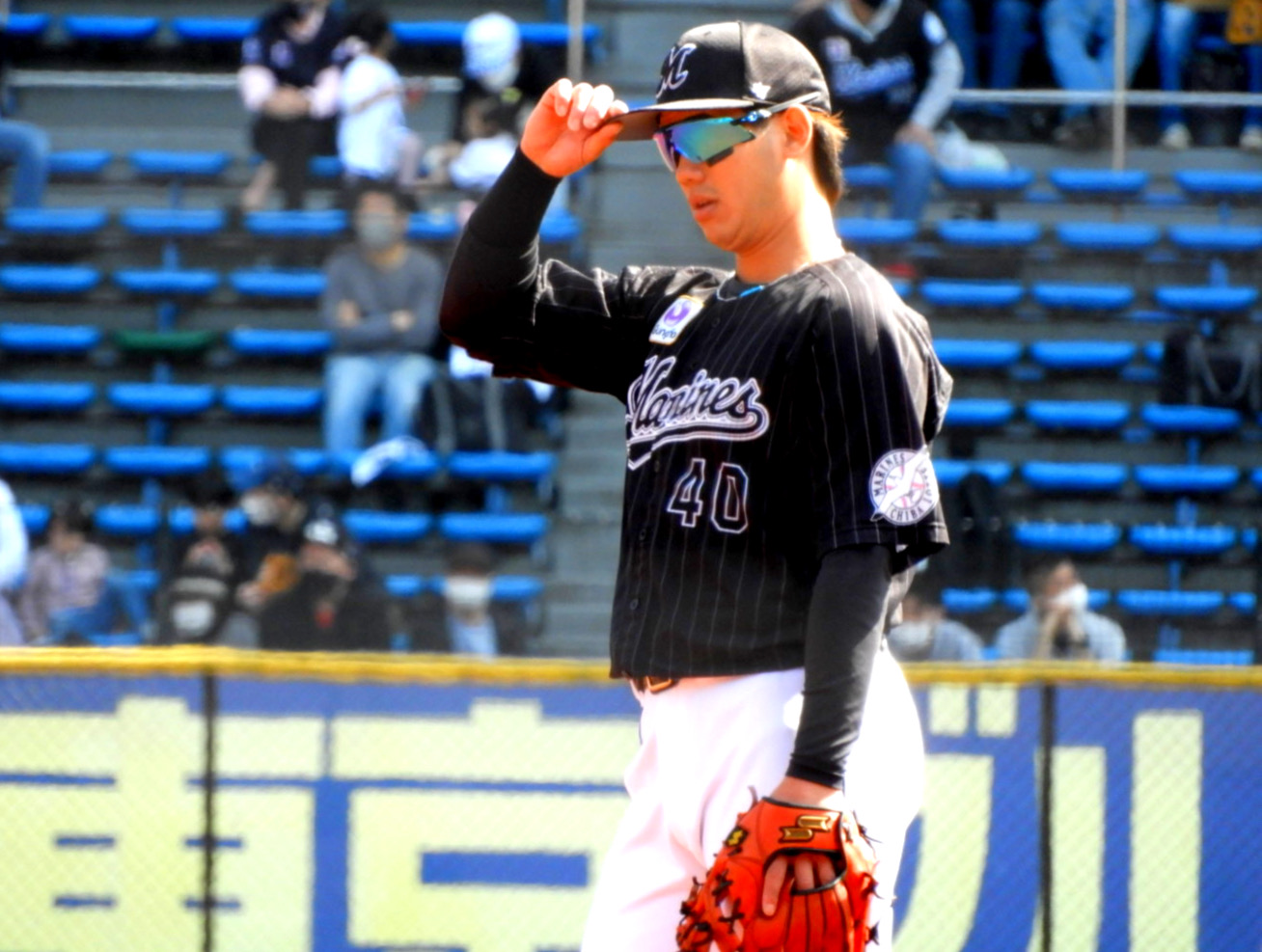
ロッテ時代
（2022年4月9日 ZOZOマリンスタジアム）

2020年は、3月24日にドラフト1位の佐々木朗希がプロで初めて打者相手に投球した際に、149km/hの速球を左翼席まで運び、注目を集めた。3月14日のオープン戦、対中日ドラゴンズ戦（ナゴヤドーム）では、「1番・三塁手」として出場。第1打席で、山本拓実から左翼席へ先頭打者弾を放つと、続く第2打席では右翼席へ運んだ。先頭打者本塁打からの2打席連続本塁打は、新人では66年のドラフト制以降初の快挙となった。オープン戦で放った4安打のうち、1本が二塁打、3本が本塁打で、打率は.190ながら長打率は.619と長打力をアピールし、同期入団の佐藤都志也とともに開幕一軍メンバー入りを果たした。6月19日に行われた福岡ソフトバンクホークスとの開幕戦（福岡PayPayドーム）では、延長10回表に和田康士朗の代打としてプロ初出場し、高橋礼から四球を選んだ。7月1日の対楽天ゴールデンイーグルス戦（楽天生命パーク宮城）では、4回表に涌井秀章から投前安打を放ち、13打席目でプロ初安打を記録したが、18打数2安打、打率.111と打撃不振で、7月7日に二軍へ降格した。10月6日、一軍選手複数名が新型コロナウイルス陽性判定を受けて離脱せざるを得なくなったことを受けて、「感染拡大防止特例2020」の代替指名選手として一軍へ再度昇格した。しかし、昇格後も5打数無安打で10月19日に再び二軍へ降格し、最終的に23打数2安打、打率.087でプロ1年目を終えた。
2021年は、開幕を二軍で迎え、当初は4番を任され好調を維持していたが、徐々に調子を落とし5月末までに打率が.095と打撃不振に陥った。好不調の波に苦しむシーズンとなり一軍出場はなかったが、最終的に二軍ではチーム最多の101試合に出場し、打率.246、2本塁打、31打点という成績だった。
2022年は、一軍出場は13試合に留まり、打率.167という成績だった。

### 日本ハム時代
2023年3月6日、西村天裕とのトレードで北海道日本ハムファイターズへ移籍することが発表された。5月21日のオリックス戦（京セラドーム大阪）でプロ初本塁打を記録。この年、自己最多の24試合に出場したものの、一軍定着とはならず、夏場以降は二軍で過ごした。
2024年の春季キャンプは二軍スタートとなる。開幕後も二軍で結果を残せずにいたものの、負傷離脱した水野達稀に代わって6月22日に一軍登録され、同日の楽天戦で「8番・二塁手」として先発出場を果たす。388日ぶりの打点を記録するなど2安打2打点の活躍を見せ、ヒーローインタビューを受けた。10月22日、球団から戦力外通告を受けた。

### 日本ハム退団後
2025年からは、北海道の社会人軟式野球の強豪・六花亭に入部。

## 選手としての特徴・人物
豪快なフルスイングから繰り出す長打力、内野ならどこでもこなすユーティリティー性が魅力。遠投120m、50m走のタイム6秒2を記録している。
愛称は名前の「光輝」にかけた「シャイニング」など。

## 詳細情報

### 年度別打撃成績
| 年 度     | 球 団     | 試 合 | 打 席 | 打 数 | 得 点 | 安 打 | 二 塁 打 | 三 塁 打 | 本 塁 打 | 塁 打 | 打 点 | 盗 塁 | 盗 塁 死 | 犠 打 | 犠 飛 | 四 球 | 敬 遠 | 死 球 | 三 振 | 併 殺 打 | 打 率 | 出 塁 率 | 長 打 率 | O P S |
| --------- | --------- | ----- | ----- | ----- | ----- | ----- | -------- | -------- | -------- | ----- | ----- | ----- | -------- | ----- | ----- | ----- | ----- | ----- | ----- | -------- | ----- | -------- | -------- | ----- |
| 2020      | ロッテ    | 15    | 26    | 23    | 2     | 2     | 1        | 0        | 0        | 3     | 0     | 0     | 0        | 0     | 0     | 3     | 1     | 0     | 8     | 0        | .087  | .192     | .130     | .323  |
| 2022      | ロッテ    | 13    | 23    | 18    | 0     | 3     | 1        | 0        | 0        | 4     | 1     | 0     | 0        | 0     | 0     | 4     | 0     | 0     | 3     | 0        | .167  | .318     | .222     | .540  |
| 2023      | 日本ハム  | 24    | 63    | 57    | 8     | 10    | 3        | 0        | 2        | 19    | 7     | 0     | 0        | 1     | 0     | 4     | 0     | 1     | 19    | 1        | .175  | .242     | .333     | .575  |
| 2024      | 日本ハム  | 5     | 14    | 14    | 1     | 5     | 2        | 0        | 0        | 7     | 2     | 0     | 0        | 0     | 0     | 0     | 0     | 0     | 4     | 0        | .357  | .357     | .500     | .857  |
| 通算：4年 | 通算：4年 | 57    | 126   | 112   | 11    | 20    | 7        | 0        | 2        | 33    | 10    | 0     | 0        | 1     | 0     | 11    | 1     | 1     | 34    | 1        | .179  | .258     | .295     | .553  |

### 年度別守備成績
| 年 度 | 球 団    | 一塁  | 一塁  | 一塁  | 一塁  | 一塁  | 一塁     | 二塁  | 二塁  | 二塁  | 二塁  | 二塁  | 二塁     | 三塁  | 三塁  | 三塁  | 三塁  | 三塁  | 三塁     | 遊撃  | 遊撃  | 遊撃  | 遊撃  | 遊撃  | 遊撃     |
| 年 度 | 球 団    | 試 合 | 刺 殺 | 補 殺 | 失 策 | 併 殺 | 守 備 率 | 試 合 | 刺 殺 | 補 殺 | 失 策 | 併 殺 | 守 備 率 | 試 合 | 刺 殺 | 補 殺 | 失 策 | 併 殺 | 守 備 率 | 試 合 | 刺 殺 | 補 殺 | 失 策 | 併 殺 | 守 備 率 |
| ----- | -------- | ----- | ----- | ----- | ----- | ----- | -------- | ----- | ----- | ----- | ----- | ----- | -------- | ----- | ----- | ----- | ----- | ----- | -------- | ----- | ----- | ----- | ----- | ----- | -------- |
| 2020  | ロッテ   | -     | -     | -     | -     | -     | -        | 1     | 0     | 0     | 0     | 0     | ----     | 3     | 0     | 6     | 1     | 0     | .857     | 5     | 1     | 1     | 0     | 0     | 1.000    |
| 2022  | ロッテ   | 5     | 1     | 2     | 0     | 0     | 1.000    | 1     | 3     | 4     | 0     | 0     | 1.000    | 4     | 4     | 1     | 1     | 0     | .833     | -     | -     | -     | -     | -     | -        |
| 2023  | 日本ハム | -     | -     | -     | -     | -     | -        | 11    | 14    | 28    | 0     | 6     | 1.000    | 14    | 2     | 10    | 0     | 1     | 1.000    | -     | -     | -     | -     | -     | -        |
| 2024  | 日本ハム | -     | -     | -     | -     | -     | -        | 5     | 9     | 9     | 0     | 0     | 1.000    | -     | -     | -     | -     | -     | -        | -     | -     | -     | -     | -     | -        |
| 通算  | 通算     | 5     | 1     | 2     | 0     | 0     | 1.000    | 18    | 26    | 41    | 0     | 6     | 1.000    | 21    | 6     | 17    | 2     | 1     | .920     | 5     | 1     | 1     | 0     | 0     | 1.000    |

### 記録
初記録
- 初出場・初打席：2020年6月19日、対福岡ソフトバンクホークス1回戦（福岡PayPayドーム）、10回表に和田康士朗の代打で出場、高橋礼から四球
- 初先発出場：2020年6月28日、対オリックス・バファローズ6回戦（ZOZOマリンスタジアム）、「2番・三塁手」で先発出場
- 初安打：2020年7月1日、対東北楽天ゴールデンイーグルス2回戦（楽天生命パーク宮城）、4回表に涌井秀章から投前安打
- 初打点：2022年4月16日、対北海道日本ハムファイターズ3回戦（ZOZOマリンスタジアム）、9回裏に上原健太から遊撃適時内野安打
- 初本塁打：2023年5月21日、対オリックス・バファローズ8回戦（京セラドーム大阪）、4回表にジャレル・コットンから中越2ラン[34]

### 背番号
- 40（2020年 - 2023年3月6日）
- 35（2023年3月7日 - 2024年）

### 登場曲
- 「Eye of the Tiger」Survivor（2020年 - 2021年）
- 「The Next Episode」Dr.Dre（2022年）
- 「可愛くてごめん (feat. ちゅーたん (CV：早見沙織))」HoneyWorks（2023年）